# Marlon Rodríguez
Marlon Rodríguez (* Ibarra, Ecuador, 3 de febrero de 1986). es un futbolista ecuatoriano que juega de delantero en Deportivo Otavalo de la Segunda Categoría de Ecuador.

## Trayectoria
Marlon se inició en las divisiones menores del Deportivo Quito.

## Clubes
| Club                  | País    | Año  |
| --------------------- | ------- | ---- |
| Imbabura SC           | Ecuador | 2005 |
| Grecia de Chone       | Ecuador | 2006 |
| Valle del Chota       | Ecuador | 2007 |
| Imbabura SC           | Ecuador | 2008 |
| Teodoro Gómez         | Ecuador | 2008 |
| U.T.Cotopaxi          | Ecuador | 2009 |
| Valle del Chota       | Ecuador | 2010 |
| Espoli                | Ecuador | 2011 |
| Valle del Chota       | Ecuador | 2011 |
| Técnico Universitario | Ecuador | 2012 |
| Mushuc Runa SC        | Ecuador | 2013 |
| Macará                | Ecuador | 2014 |
| Atlético Tulcán       | Ecuador | 2014 |
| Deportivo Otavalo     | Ecuador | 2015 |

## Palmarés

### Campeonatos nacionales
| Título            | Club            | País    | Año  |
| ----------------- | --------------- | ------- | ---- |
| Segunda Categoría | Valle del Chota | Ecuador | 2010 |

### Distinciones individuales
| Distinción                       | Año  |
| -------------------------------- | ---- |
| Goleador de la Segunda Categoría | 2010 |